# Liste der Bodendenkmäler in Aachen
In der Liste der Bodendenkmäler in Aachen sind alle Bodendenkmäler im Gebiet der nordrhein-westfälischen Stadt Aachen aufgelistet. Grundlage ist das Verzeichnis der Denkmäler mit Stand vom 19. März 2013.

## Denkmäler
| Lage                                                                                             | Beschreibung | Bild                                                                         |
| ------------------------------------------------------------------------------------------------ | --- | ---------------------------------------------------------------------------- |
| Adalbertstraße, Beeckstraße, Adalbertsberg, Harscampstraße, Kaiserplatz, Aachen-Mitte (Standort) | Mittelalterliches Stadtviertel mit Stadtumwehrung, Stiftsimmunität St. Adalbert |                                                                              |
| Am Blauen Stein, Aachen-Soers (Standort)                                                         | Landwehr, äußerer Aachener Landgraben, Paulinenwäldchen |                                                                              |
| An der Nikolauskirche Aachen-Mitte (Standort)                                                    | Frühneuzeitlicher Brunnen; im Bereich des Parkhauses integriert | innerhalb geschlossener Bebauung integriert und nicht einsehbar              |
| An der Schanz 1–3, Aachen-Mitte (Standort)                                                       | Frühneuzeitlicher Brunnen, Rückseitig der ehemaligen Turnhalle | innerhalb geschlossener Bebauung integriert und nicht einsehbar              |
| An der Schanz 5, Aachen-Mitte (Standort)                                                         | Teile der mittelalterlichen, äußeren Stadtbefestigung, Rückseitig der ehemaligen Turnhalle | innerhalb geschlossener Bebauung integriert und nicht einsehbar              |
| Benediktusplatz o. Nr.; St. Kornelius / Abteigarten 2,4,6, Aachen-Kornelimünster (Standort)      | Kloster ehemalige Benediktinerabtei |                                                                              |
| Breiniger Straße, Aachen-Kornelimünster (Standort)                                               | Varnenum – Reste eines römerzeitlichen Tempelbezirks |                                                                              |
| Buchkremerstraße 2/4, Aachen-Stadtmitte (Standort)                                               | Kaiserquelle, Bücheltherme, mittelalterliche Bebauung (Archäologisches Fenster in Aachen) |                                                                              |
| Buchweg, Aachen-Laurensberg (Standort)                                                           | Landwehr, Inwendiger Aachener Landgraben, Vaalserquartier, entlang der nördlichen Waldgrenze |                                                                              |
| Dreiländerweg, Aachen-Laurensberg (Standort)                                                     | Landwehr, inwendiger Aachener Landgraben, Dreiländerpunkt |                                                                              |
| Eberburgweg, Aachen-Ronheide (Standort)                                                          | Landwehr, Aachener Landgraben, Ronheide, von Tönnesrather Weg bis westlich hinter Haus Eberburg entlang der nördlichen Waldgrenze |                                                                              |
| Eisenhütte, Aachen-Walheim (Standort)                                                            | Bunker der ehemaligen Westwallanlage Gruppenunterstand vom Regeltyp 101b |                                                                              |
| Elleterweg, Aachener Wald, Aachen-Süd (Standort)                                                 | Landwehr, Aachener Landgraben, südlich des Waldstadions, von Pionierquelle über Elleter Berg bis Augustinerweg |                                                                              |
| Entenpfuhl, Aachener Wald Aachen-Süd (Standort)                                                  | bronzezeitliche Grabhügelgruppe mit vier nachgewiesenen Einzelgräbern im Aachener Stadtwald |                                                                              |
| Eupener Straße, Aachener Wald, Aachen-Köpfchen (Standort)                                        | Landwehr, äußerer Aachener Landgraben, An den Zyklopensteinen, von Grüne Eiche bis Köpfchen entlang der deutsch-belgischen Grenze |                                                                              |
| Eupener Straße, Aachener Wald, Aachen-Süd (Standort)                                             | Landwehr, Inwendiger Aachener Landgraben, Nähe Alt-Linzenshäuschen von Haus-Nr. 365 über Hirtzpley/Schillerhöhe bis Pionierquelle |                                                                              |
| Finkenhag, Aachen-Orsbach (Standort)                                                             | Landwehr, äußerer Aachener Landgraben, Orsbach |                                                                              |
| Gemmenicher Weg, Aachen-Laurensberg (Standort)                                                   | Landwehr, Inwendiger Aachener Landgraben, Friedrichswald, von Reinartzkehl bis Wachturm Beeck am Dreiländerweg |                                                                              |
| Grindelweg, Aachen-Ronheide (Standort)                                                           | Landwehr, Inwendiger Aachener Landgraben, Ronheide/Steinebrück, Nähe Alt-Linzenshäuschen, von Eupener Straße 376 entlang des nördlichen Waldrandes bis Grindelweg 18                                                                                     |                                                                              |
| Hander Weg, Aachen-Laurensberg (Standort)                                                        | Landwehr, äußerer Aachener Landgraben, Laurensberg-Hand |                                                                              |
| Hergenrather Weg, Aachen-Bildchen (Standort)                                                     | Landwehr, äußerer Aachener Landgraben, entlang des Nebenvorfluters Langheide |                                                                              |
| Heyder Feldweg 50, Aachen-Horbach (Standort)                                                     | Burgwüstung Haus Heyden |                                                                              |
| Himmelsleiter, Münsterwald Aachen-Schmithof (Standort)                                           | westliche Kupferhandelsstraße, von der Querung des Vennbahnradweges bis Schmithof-Mühle, entlang eines alten namenlosen Bachverlaufs |                                                                              |
| Himmelsleiter, Münsterwald Aachen-Schmithof (Standort)                                           | östliche Kupferhandelsstraße, von der Querung des Vennbahnradweges bis Rotterdell, entlang der Stadtgrenze |                                                                              |
| Kahlgrachtstraße, Aachen-Verlautenheide (Standort)                                               | Landwehr Aachener Landgraben, Pferdskirchhof Verlautenheide |                                                                              |
| Kapuzinergraben 26, Aachen-Mitte (Standort)                                                      | Reste der 1. Stadtmauer, staufische, sog. Barbarossamauer, rückseitig des Gebäudes entlang der angrenzenden südöstlichen äußeren Klosterwand von Kleinmarschierstraße 47–49,                                                                             | innerhalb geschlossener Bebauung integriert und nicht einsehbar              |
| Karlsgraben 50, 52, 54, Aachen-Mitte (Standort)                                                  | Reste der 1. Stadtmauer, sog. Barbarossamauer | innerhalb geschlossener Bebauung (Tiefgarage) integriert und nicht einsehbar |
| Katschhof, Markt, Hof, Aachen-Mitte (Standort)                                                   | Katschhof, Dom, Rathaus (Kirche, Pfalz, Siedlung) |                                                                              |
| Klausberg, Aachener Wald Aachen-Süd (Standort)                                                   | bronzezeitliche Grabhügelgruppe mit sechs nachgewiesenen Einzelgräbern im Aachener Stadtwald |                                                                              |
| Klausbergweg, Aachener Wald Aachen-Süd (Standort)                                                | Landwehr, äußerer Aachener Landgraben, südlich des Klausbergs von Köpfchen bis zur heutigen Bahntrasse östlich der Lütticher Straße entlang der deutsch-belgischen Grenze                                                                                |                                                                              |
| Kleinheider Weg, Aachen-Verlautenheide (Standort)                                                | Aachener Landgraben (Verlautenheide, Pfaffenmütz) |                                                                              |
| Kleinmarschierstraße 11–27, Aachen-Mitte (Standort)                                              | Mittelalterliche Brunnenanlage, im Innenhof des Sparkassengebäudes | innerhalb geschlossener Bebauung integriert und nicht einsehbar              |
| Kleinmarschierstraße 47–49, Aachen-Mitte (Standort)                                              | Teile der mittelalterlichen Stadtmauer (Barbarossamauer), ältere Mauerreste sowie dem Mauerwerk vorgelagerte anthropogen verfüllte Erdschichten, entlang der südöstlichen äußeren Klosterwand, angrenzend an die Gebäuderückseite von Kapuzinergraben 26 | innerhalb geschlossener Bebauung integriert und nicht einsehbar              |
| Königstraße 25, Aachen-Mitte (Standort)                                                          | Neuzeitlicher Brunnen, rückseitig am Gebäude | innerhalb geschlossener Bebauung integriert und nicht einsehbar              |
| Laurensberger Straße, Aachen-Horbach (Standort)                                                  | Landwehr, äußerer Aachener Landgraben, zwischen Haus-Nr. 228/230 |                                                                              |
| Lousberg, Aachen-Soers (Standort)                                                                | Neolithisches Bergwerk auf dem Lousberg |                                                                              |
| Lütticher Straße, Aachen-Ronheide (Standort)                                                     | Landwehr, Inwendiger Aachener Landgraben, zwischen Ronheider Berg 266 und Lütticher Straße 321 |                                                                              |
| Markt 1–3, Aachen-Mitte (Standort)                                                               | Römische und mittelalterliche Siedlungsreste (Archäologisches Fenster in Aachen) |                                                                              |
| Neukellerweg, Aachen-Laurensberg (Standort)                                                      | Landwehr, Inwendiger Aachener Buschgraben, westlich des Wachturms Beeck |                                                                              |
| Philippionsweg, Aachener Wald Aachen-Hanbruch (Standort)                                         | Inwendiger Aachener Landgraben, Auf der Mauer |                                                                              |
| Rosstraße 61, Aachen-Mitte (Standort)                                                            | Neuzeitlicher Brunnen, rückseitig am Gebäude, | innerhalb geschlossener Bebauung integriert und nicht einsehbar              |
| Schneebergweg, Aachen-Laurensberg (Standort)                                                     | Ehemalige Leprosenstation Melaten |                                                                              |
| Sebastianusweg, Aachen-Eilendorf (Standort)                                                      | Westwall, Teilstück Aachen, Sebastianusweg |                                                                              |
| Steinkaulplatz, Aachen-Kornelimünster (Standort)                                                 | hochmittelalterlicher Abflusskanal Höllenloch/Höllenbachkanal |                                                                              |
| Templergraben 88–90, Aachen-Mitte (Standort)                                                     | Hochmittelalterlicher Wehrgraben mit Kontermauer, Verfüllschichten und bauliche Reste (Archäologisches Fenster in Aachen) |                                                                              |
| Ursulinerstraße 7–9, Aachen-Mitte (Standort)                                                     | Römische Mauer einer Portikus des 2./3. Jahrhunderts (Archäologisches Fenster in Aachen) |                                                                              |
| Vossenweg, Aachener Wald Aachen-Laurensberg (Standort)                                           | Landwehr, äußerer Aachener Landgraben, zwischen Preuswald und dem Dreiländerpunkt auf dem Vaalserberg entlang der deutsch-belgischen Grenze |                                                                              |
| Vaalserberg Aachen-Laurensberg (Standort)                                                        | Landwehr, äußerer Aachener Landgraben, zwischen dem Dreiländerpunkt und dem nördlichen Waldrand entlang der deutsch-niederländischen Grenze |                                                                              |